# العرضحالجي (مسلسل عراقي)
العرضحالجي مسلسل تلفزيوني عراقي كوميدي.

## القصة
في إطار كوميدي لايت تدور الأحداث حول العرضحالجي سراج الذي يعمل أمام المحكمة، ووقوعه في العديد من المشاكل والمفارقات الكوميدية.

## طاقم العمل
- قاسم الملاك
- احسان دعدوش
- حسين عجاج
- محمد هاشم
- سعد خليفة
- محمد حسين عبدالرحيم
- أنعام الربيعي
- هناء محمد
- زيد الملاك
- نجلاء فهمي
- علي الملاك
- سولاف جليل

## هوامش
- يعتبر المسلسل عودة للممثل العراقي قاسم الملاك بعد غياب 5 سنوات عن الدراما العراقية.

- على موقع السينما.كوم